# Ptilomyiopsis plumata
Ptilomyiopsis plumata är en tvåvingeart som först beskrevs av Charles Howard Curran 1925.  Ptilomyiopsis plumata ingår i släktet Ptilomyiopsis och familjen parasitflugor. Inga underarter finns listade i Catalogue of Life.